# Kristof Vliegen
Kristof Vliegen es un exjugador profesional de tenis nacido el 22 de junio de 1982 en Maaseik, en Bélgica. Actualmente es entrenador de Tallon Griekspoor.

## Títulos (0)

### Finalista en individuales (2)
- 2003: Adelaida (pierde ante Nikolay Davydenko)
- 2006: Múnich (pierde ante Olivier Rochus)

### Resultados en Sencillos
| Grand Slam                                               |     |      |     |       |       |      |       |      |            |
| Abierto de Australia                                     | Q2  | Q3   | Q1  | 3R    | 1R    | 2R   | 1R    | 1R   | 3–5        |
| Roland Garros                                            | Q1  | 1R   | 2R  | 1R    | 3R    | 1R   | 1R    | 1R   | 3–7        |
| Wimbledon                                                | Q1  | 1R   | Q1  | 2R    | 2R    | 1R   | 2R    | 1R   | 3–6        |
| US Open                                                  | 1R  | 1R   | Q1  | 1R    | 1R    |      |       | 1R   | 0–5        |
| Victorias – Derrotas                                     | 0–1 | 0–3  | 1–1 | 3–4   | 3–4   | 1–3  | 1–3   | 0–4  | 9–23       |
| ATP Masters Series                                       |     |      |     |       |       |      |       |      |            |
| Indian Wells                                             |     |      |     | 2R    | 1R    |      |       |      | 1–2        |
| Miami                                                    | Q2  |      |     | 3R    | 1R    | 1R   |       |      | 2–3        |
| Monte-Carlo                                              |     |      |     | 3R    | 3R    | 2R   | 1R    |      | 5–4        |
| Roma                                                     | Q2  |      |     |       | Q1    |      |       |      | 0–0        |
| Hamburgo                                                 |     |      |     | 2R    | Q2    | 1R   |       |      | 1–2        |
| Canadá                                                   |     |      |     | 1R    |       |      |       |      | 0–1        |
| Cincinnati                                               |     |      |     | 2R    |       |      |       |      | 1–1        |
| Madrid                                                   |     | 1R   |     | 3R    | Q2    |      |       |      | 2–2        |
| París                                                    |     | Q1   | 2R  | 2R    | Q2    | Q1   |       |      | 2–2        |
| Victorias – Derrotas                                     | 0–0 | 0–1  | 1–1 | 10–8  | 2–3   | 1–3  | 0–1   | 0–0  | 14–17      |
| Representación Nacional                                  |     |      |     |       |       |      |       |      |            |
| Copa Davis                                               | 1R  |      | PO  | PO    | QF    | 1R   | PO    |      | 6–6        |
| Düsseldorf                                               |     |      |     |       | RR    |      |       |      | 0–3        |
| ATP International Series Gold / ATP International Series |     |      |     |       |       |      |       |      |            |
| Adelaida                                                 | F   | Q1   |     |       |       |      |       |      | 4–1        |
| Chennai                                                  |     |      | QF  | SF    |       | 2R   |       |      | 6–3        |
| Barcelona                                                | Q1  | SF   |     | 1R    | 2R    |      | Q2    |      | 5–3        |
| Múnich                                                   |     |      |     | F     |       | 2R   |       | 1R   | 5–3        |
| 's-Hertogenbosch                                         |     | 1R   |     | 2R    | 2R    | 1R   | 2R    | 1R   | 3–6        |
| Umag                                                     | 2R  | QF   | 2R  |       |       |      |       |      | 4–3        |
| Estadísticas                                             |     |      |     |       |       |      |       |      |            |
| Títulos                                                  | 0   | 0    | 0   | 0     | 0     | 0    | 0     | 0    | 0          |
| Finales Alcanzadas                                       | 1   | 0    | 0   | 1     | 0     | 0    | 0     | 0    | 2          |
| Total Victorias – Derrotas                               | 6–9 | 9–14 | 8–9 | 32–23 | 15–27 | 7–17 | 10–13 | 2–10 | 89–122     |
| Ranking de Fin de Año                                    | 116 | 116  | 93  | 31    | 98    | 84   | 110   | 257  | $1,706,293 |

### Finalista en dobles (2)
- 2006: Estocolmo (junto a Olivier Rochus pierden ante Paul Hanley y Kevin Ullyett)
- 2010: Atlanta (junto a Rohan Bopanna pierden ante Scott Lipsky y Rajeev Ram)

### Challengers (9)
| N.º | Fecha                    | Torneo       | Superficie    | Oponente en la final  | Resultado      |
| --- | ------------------------ | ------------ | ------------- | --------------------- | -------------- |
| 1.  | 19 de agosto de 2002     | Ginebra      | Tierra batida | Galo Blanco           | 6-2 6-2        |
| 2.  | 12 de mayo de 2003       | Zagreb       | Tierra batida | Rubén Ramírez Hidalgo | 6-1 4-6 6-0    |
| 3.  | 29 de septiembre de 2003 | Groninga     | Dura          | Joachim Johansson     | 6-4 6-4        |
| 4.  | 28 de enero de 2008      | Breslavia    | Dura (i)      | Jürgen Melzer         | 6-4 3-6 6-3    |
| 5.  | 18 de agosto de 2008     | Ginebra      | Tierra batida | Yuri Schukin          | 6-2 6-1        |
| 6.  | 1 de septiembre de 2008  | Düsseldorf   | Tierra batida | Andreas Beck          | 6-0 6-3        |
| 7.  | 22 de septiembre de 2008 | Grenoble     | Dura (i)      | Alexandre Sidorenko   | 6-4 6-3        |
| 8.  | 23 de febrero de 2009    | Besanzón     | Dura (i)      | Andreas Beck          | 6-2 6-7(6) 6-3 |
| 9.  | 6 de julio de 2009       | Scheveningen | Tierra batida | Albert Montañés       | 4-2 ab         |